# Calanthemis viridipennis
Calanthemis viridipennis là một loài bọ cánh cứng trong họ Cerambycidae.